# Adam Eckersley
Adam James Eckersley (født 7. september 1985 i Manchester, Salford England) er en engelsk fodboldspiller der spiller i St Mirren. Han spiller for det meste som højre back, men han er også i stand til at spille venstre back. Han er storebror til Richard Eckersley.

## Karriere
Han blev født i Salford i Greater Manchester i England. Eckersley startede med at spille for Manchester United som 9-årig, og han skrev første gang kontrakt med klubben i 2002. Han var en del af Uniteds reservehold der vandt the quadruble i 2005. Han fik sin debut på seniorholdet i en Carling Cup-kamp den 26. oktober 2005, hvor han var med i startopstillingen som venstre back i 4-1-hjemmesejren mod Barnet. Eckersley blev derefter lånt ud til den belgiske 2. divisionsklub Royal Antwerp i januar 2006 for at få mere førsteholdserfaring. Eckersley var efterfølgende på tale til et udlån til NEC i Holland som erstatning for Jeffrey Leiwakabessy i april 2006, men han blev i stedet lånt ud til Brøndby i august 2006. Han blev skadet under sit ophold i Brøndby fik kun seks kampe for klubben, før lånet sluttede 31. december 2006.
Han tog nu til Barnsley den 8. januar 2007 på et nyt lån resten af sæsonen, men opholdet blev kortere end forventet og sluttede allerede i april, da Eckersley vendte tilbage til Manchester United med en sprængt lårmuskel, og han spillede ikke for Barnsley igen. Han rykkede op i Manchester Uniteds førsteholdstrup som erstatning for den skadede Mikaël Silvestre i starten af 2007-08-sæsonen, før han tog til Port Vale på et månedlangt lån den 12. oktober 2007. Han fik sin debut i et nederlag mod Brighton & Hove Albion den 13. oktober 2007, hvor han endda blev vist ud. Han spillede kun en kamp mere for klubben, før han fik en knæskade og vendte tilbage til Manchester United for en kort periode.
Den 1. januar 2008 tog Eckersley tilbage til Port Vale, denne gang i form af et permanent skift, og han blev dermed manager Lee Sinnotts første egentlige indkøb. Eckersley udtrykte interesse i at forlænge sin kontrakt udover den oprindelige seksmånedersaftale, , men på trods af at han scorede sit første mål i engelsk fodbold, og det første siden perioden i Royal Antwerp, i et 2-2-opgør hjemme mod Yeovil Town den 29. januar 2008, blev det meddelt at hans kontrakt ville udløbe i slutningen af 2007-08-sæsonen, og Port Vale rykkede senere ned i League Two.
Forud for 2008-09-sæsonen skiftede han til det danske superligahold Horsens på fri transfer. 
I sommeren 2010 skiftede han igen på en fri transfer. Denne gang til den daværende 1. divisionsklub AGF  Han forlod klubben i sommeren 2014, efter at have spillet 85 kampe for dem.
I august 2014 skiftede han til Heart på en 1 årige kontrakt .